# Зелениця (Вармінсько-Мазурське воєводство)
Зелениця (пол. Zielenica, нім. Grünwalde) — село в Польщі, у гміні Гурово-Ілавецьке Бартошицького повіту Вармінсько-Мазурського воєводства.
Населення — 179 осіб (2011).

## Демографія
Демографічна структура станом на 31 березня 2011 року:
|          | Загалом | Допрацездатний вік | Працездатний вік | Постпрацездатний вік |
| -------- | ------- | ------------------ | ---------------- | -------------------- |
| Чоловіки | 85      | 26                 | 54               | 5                    |
| Жінки    | 94      | 27                 | 53               | 14                   |
| Разом    | 179     | 53                 | 107              | 19                   |